# Nemesi Ponsati
Nemesi Ponsati i Solà (Barcelona, 1897 - ibídem, 1980) fue un pedagogo y dirigente deportivo español.

## Biografía
Se formó en la Escuela de Maestros Joan Bardina. Fomentó el deporte y la educación en Cataluña siguiendo el espíritu novecentista de su juventud, en que se había impregnado de la filosofía higienista que en aquella época imperaba en el mundo del deporte. Sus posicionamientos pedagógicos hacia el deporte se basaban en el fomento de la práctica deportiva y la educación física entre la juventud y el fair-play. Fue uno de los prohombres más importantes del deporte catalán durante el siglo XX, puesto que dedicó toda su vida a esta actividad, primero como practicante de la gimnasia sueca, el waterpolo, la natación y el atletismo, y después como entrenador, pedagogo y dirigente.
Empezó su actividad deportiva en el Gimnasio Vila y, en 1916, pasó al Club Natación Barcelona, donde practicó la natación y el atletismo, deporte que impulsó con la creación de la sección correspondiente en 1922, y la competición del Atleta Completo en 1934. De 1922 a 1923 fue presidente de la Federación Catalana de Natación, trabajó en el proceso de creación de la Confederación Deportiva de Cataluña y colaboró en la candidatura de Barcelona a la organización de los Juegos Olímpicos de 1924. Fue vocal consejero del Comité Olímpico Español en 1931, y presidente del Colegio Catalán de Árbitros de natación. De 1940 a 1943 fue presidente del Club Natación Barcelona, y entre 1949 y 1953 fue presidente de la Federación Catalana de Atletismo, desde donde reclamó la remodelación del Estadio de Montjuïc.
Tiene dedicada una plaza en Barcelona, situada junto al Estadio Olímpico Lluís Companys. Fue inaugurada en 1989, poco antes de la celebración de los Juegos Olímpicos de Barcelona 1992.